# Saproscincus
Saproscincus es un género de lagartos perteneciente a la familia Scincidae. Son endémicos de Australia.

## Especies
Según The Reptile Database:
- Saproscincus basiliscus (Ingram & Rawlinson, 1981)
- Saproscincus challengeri (Boulenger, 1887)
- Saproscincus czechurai (Ingram & Rawlinson, 1981)
- Saproscincus eungellensis Sadlier, Couper, Colgan, Vanderduys & Rickard, 2005
- Saproscincus hannahae Couper & Keim, 1998
- Saproscincus lewisi Couper & Keim, 1998
- Saproscincus mustelinus (O’Shaughnessy, 1874)
- Saproscincus oriarus Sadlier, 1998
- Saproscincus rosei Wells & Wellington, 1985
- Saproscincus saltus Hoskin, 2013
- Saproscincus spectabilis (De Vis, 1888)
- Saproscincus tetradactylus (Greer & Kluge, 1980)